# Northover Projector
Vous lisez un « bon article » labellisé en 2011.
Le Projector de calibre 2,5 pouces, plus communément connu sous le nom de Northover Projector, est une arme antichar improvisée utilisée par l'armée de terre britannique et la Home Guard pendant la Seconde Guerre mondiale. Alors que l'invasion allemande de la Grande-Bretagne semblait probable à la suite de la bataille de France, la plupart des armes disponibles ont été détournées au profit de l'armée de terre régulière britannique, laissant la Home Guard à court d'approvisionnements, en particulier d'armes antichars. Le Northover Projector a été conçu par un officier de la Home Guard, Robert Harry Northover, comme une arme antichar de fortune, et a été mis en production en 1940 après une démonstration devant le premier ministre Winston Churchill.
L'arme était composée d'un tube métallique fixé sur un trépied avec une culasse rudimentaire à une extrémité. Les obus étaient tirés grâce à de la poudre noire mise à feu par une amorce d'un pistolet jouet. Il avait une portée effective de 100 à 150 mètres. Bien qu'il fût bon marché et facile à fabriquer, il posait plusieurs problèmes : il était difficile à déplacer et les grenades incendiaires spéciales n°76 qu'il utilisait comme munition avaient tendance à se casser à l'intérieur de la culasse, endommageant l'arme et blessant ses utilisateurs. La production a commencé à la fin de l'année 1940, et, au début de l'année 1943, près de 19 000 unités étaient en service. À partir du second semestre 1942, comme beaucoup d'autres armes obsolètes de la Home Guard, il a été remplacé par d'autres armes telles que le canon antichar de 2 livres.

## Développement
Avec la fin de la bataille de France et l'évacuation du Corps expéditionnaire britannique à partir du port de Dunkerque entre le 26 mai et le 4 juin 1940, une invasion allemande de la Grande-Bretagne semblait probable. Toutefois, l'armée de terre britannique n'était pas suffisamment équipée pour défendre le pays dans une telle éventualité ; dans les semaines suivant l'évacuation de Dunkerque, elle ne pouvait aligner que vingt-sept divisions. L'armée de terre était particulièrement à court de canons antichars, 840 avaient été laissés en France et seuls 167 étaient disponibles en Grande-Bretagne ; les munitions étaient si rares pour les canons restants qu'il était interdit de tirer un seul obus pour l’entraînement.
Compte tenu de ces lacunes, les armes modernes qui étaient disponibles ont été allouées à l'armée de terre britannique, et la Home Guard a été obligée de compléter sa faible dotation d'armes antichars obsolètes avec des armes improvisées. L'une d'entre elles était le Northover Projector, l'invention du major Robert Harry Northover. Celui-ci, un officier de la Home Guard, l'a conçue pour être facilement fabriquée et bon marché (elle coûtait un peu moins de 10 livres sterling à produire). Le major écrivit directement au premier ministre Winston Churchill et lui arrangea une démonstration du Northover Projector. Le premier ministre donna son approbation personnelle à l'arme, et ordonna en octobre 1940 qu'elle soit produite en masse afin que chaque peloton de la Home Guard en soit équipé.

## Conception

Schéma du Northover Projector.

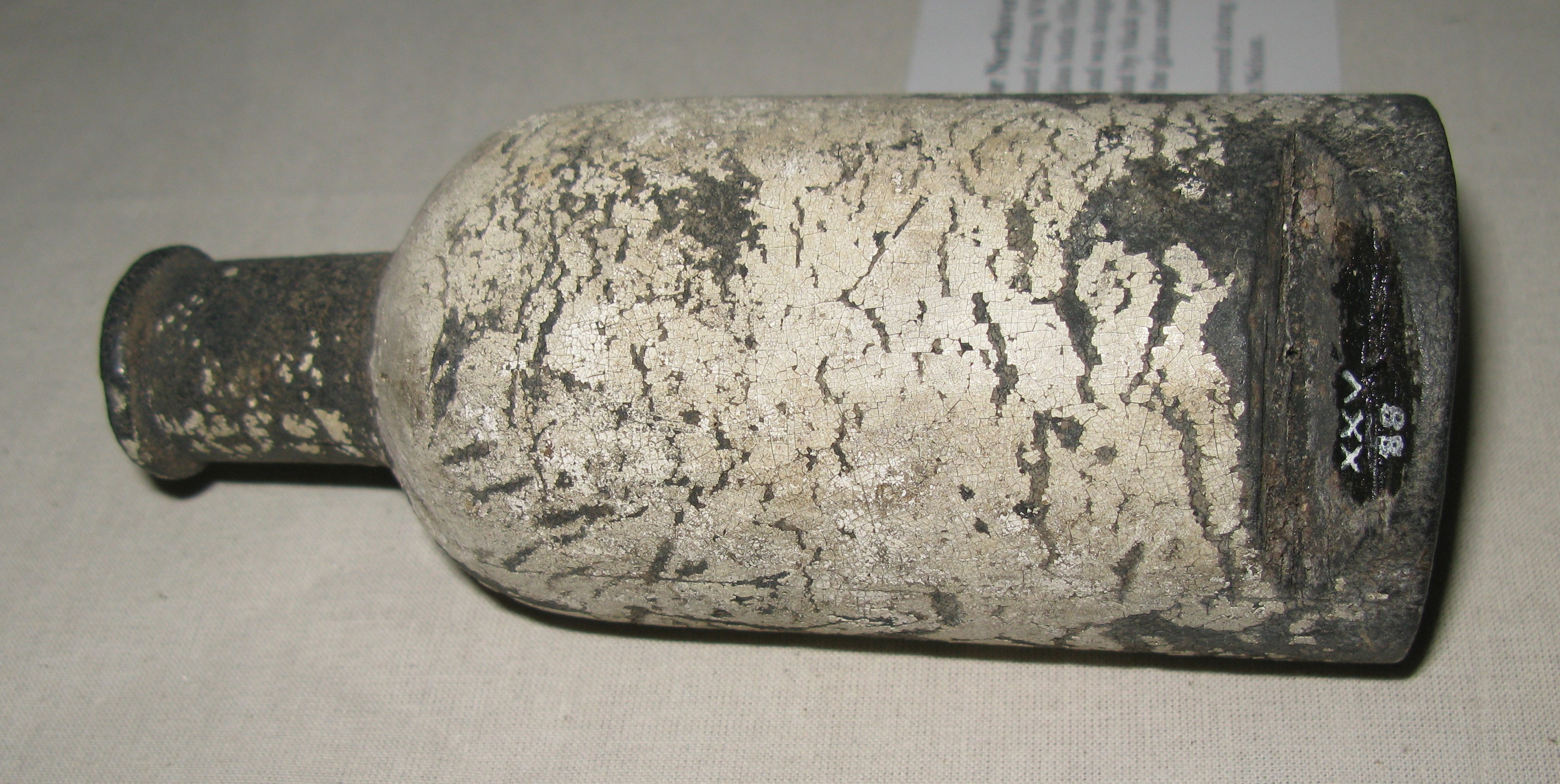
Munitions d’entraînement pour le Northover Projector.

Le Northover Projector, qui a été officiellement baptisé « Projector, 2,5 pouces » par le War Office, était constitué d'un tube métallique, qui ressemblait à un tuyau d'égout, monté sur un trépied en fonte. Il pesait environ 27,2 kg. Une culasse simple était fixée à une extrémité du tube, et les obus étaient tirés depuis le Projector avec une petite quantité de poudre noire mise à feu par une amorce d'un pistolet jouet. Le recul de l'arme était absorbé par les jambes du trépied, qui étaient également creuses. Il avait une portée maximale d'environ 270 mètres, mais était précis entre 100 et 150 mètres. Les unités de la Home Guard ajoutaient souvent leurs propres modifications à l'arme, comme son montage sur des chariots ou encore le side-car de motos. Il fallait un équipage de trois personnes pour s'en servir. Les munitions pour l'arme comprenaient la Grenade incendiaire spéciale n°76, une bouteille de verre « contenant un mélange de phosphore qui éclatait en s'enflammant en dégageant de la fumée une fois exposé à l'air », ainsi que des grenades à main ou à fusil.
Le Projector avait un certain nombre de défauts. Il était difficile à déplacer, le trépied avait tendance à se détériorer si on le laissait tomber, et sa pression de refoulement des gaz était décrite comme « faible ». Les grenades au phosphore présentaient un certain nombre de défauts quand elles étaient lancées par le Projector, elles pouvaient exploser à l'intérieur de l'arme, si trop de poudre noire était ajoutée, ou tomber trop court si trop peu de poudre était utilisée, ou même ne pas exploser. Elles pouvaient aussi se briser à l'intérieur du canon lors du tir, qui la plupart du temps endommageait l'arme et blessait ses utilisateurs. Même lorsque tout se passait bien, le Projector dégageait un grand nuage de fumée qui pouvait prendre jusqu'à une minute pour se dissiper et révélait la position de l'arme. Bishop affirme que sa capacité antichar était « douteuse » quand il tirait des grenades à main ou à fusil, mais il estime que les grenades au phosphore étaient plus efficaces. Pour faciliter sa mise en œuvre et sa manipulation, une version allégée de l'arme, le Northover Projector Mk 2, a été développée en 1941, mais elle fut produite en faible quantité.

## Histoire opérationnelle
Le Northover Projector a été livré à la fois à la Home Guard et aux unités régulières de l'armée de terre britannique. En août 1941, plus de 8 000 étaient en service. Ce nombre était passé à 18 919 au début de l'année 1943. Les premières réactions au Northover Projector étaient variées, avec un nombre de bénévoles de la Home Guard dubitatif quant à la conception inhabituelle de l'arme, et certains officiers n'ont jamais admis qu'elle pourrait être utile. Cependant, la plupart des unités de la Home Guard ont fini par accepter l'arme et avoir confiance en elle, aidée par ce que Mackenzie appelait la « propagande du War Office » qui mettait en avant les qualités de l'arme, comme sa simplicité d'utilisation, sa facilité de fabrication et son faible besoin d'entretien. Il était, comme un volontaire de la Home Guard l'a dit : « quelque chose qui doit être accepté avec gratitude jusqu'à ce que quelque chose de mieux n'arrive. » Comme beaucoup d'armes obsolètes conçues pour la Home Guard, le Northover Projector a été retiré du service seulement lorsqu'il a été remplacé par une arme, de l'armée, « un peu moins inefficace » comme le canon antichar de 2 livres.